# بول بيرش (كرة سلة)
بول بيرش (بالإنجليزية: Paul Birch)‏ مواليد 10 يناير 1910 - الوفاة 5 يونيو 1982، كان مدرب كرة سلة أمريكي ولاعب. بدأ مسيرته الاحترافية في سنة 1938. اعتزل اللعب في 1948. درب فريق ديترويت بيستونز في الرابطة الوطنية لكرة السلة من 1951 إلى 1954.

## روابط خارجية
- بول بيرش على موقع سبورتس رفرنس (الإنجليزية)
- بول بيرش على موقع سبورتس رفرنس (الإنجليزية)